# Romeinse vloot
De Romeinse vloot opereerde tussen de Eerste Punische Oorlog en het einde van het West-Romeinse Rijk

## Algemeen
De bemanning van een schip, ongeacht de grootte, werd beschouwd als een centuria en stond dus onder bevel van een centurio. Veel officierenfuncties stonden gelijk aan die van de gewone infanterie, maar er waren toch enkele sterke verschillen. De bevelhebbers van de Romeinse vloten waren de Praefectus Classis (classis is de vloot in het Latijn), wat neerkomt op een hedendaagse admiraal.
Iedereen die zich aanmeldde om op de Romeinse schepen te werken werd, wat ook zijn taak mocht zijn, bezien als soldaat. Daarom kregen ze dus ook een soldatenloon. De niet-burgers die zich aanmeldden, werden beschouwd als auxilia en kregen ook hetzelfde loon als hen. Na 20 jaar dienen op de schepen kregen ze het Romeinse burgerschap.
De Romeinse vloot bestond uit verschillende soorten galeischepen. Eerst werd gedacht dat de naam van het schip vertelde hoeveel rijen roeiers er langs elke kant waren, maar dan zou bijvoorbeeld een quinquereem praktisch gezien onmogelijk gebouwd kunnen worden. Er is nu nog steeds discussie over wat het dan echt betekent, aangezien de oude bronnen er amper informatie over geven.
De twee grootste vloten waren de Classis Misenensis, bij Misenum (vlak bij Pompeï, van deze was Plinius de Oudere ooit praefectus) en de Classis Ravennatis, bij Ravenna.

## De vloot door de eeuwen

### Vóór de Eerste Punische Oorlog (tot264 v.Chr.)
Vóór de eerste Punische oorlog was de verzameling van boten die onder het Romeins gezag stonden amper een vloot noemen. De ‘vloot’ in die tijd bestond enkel uit patrouilleschepen. Toen ze echter in een oorlog met de zee-ervaren Carthagers verwikkeld geraakten, moesten ze zorgen voor een beter ontwikkelde marine.

### Tijdens de Eerste Punische Oorlog (264 v.Chr.-241 v.Chr.)
De Carthaagse schepen waren veel behendiger, dus vonden de Romeinen de corvus uit: een brug met een grote spijker aan de onderkant, die via een katrol op het vijandige schip werd neergelaten. De spijker zorgde ervoor dat het schip goed bleef vastzitten. Door deze uitvinding kon de superieure Romeinse infanterie ook zeeslagen winnen. De corvus werd later als een onnodig risico bezien door de intussen veel ervarenere Romeinse zeemannen en werd afgeschaft. Ze vonden dit een risico, omdat het schip door de zware plank sneller uit balans was en bij harde wind gewoon kapseisde. Uiteindelijk kon Rome de vijanden terug over zee jagen naar Carthago zelf en zo de Eerste Punische Oorlog besluiten.

### Tijdens en na deTweede Punische Oorlog(vanaf218 v.Chr.)
Bij de aanvang van de Tweede Punische Oorlog lag de grootste zeemacht bij Rome en niet meer bij Carthago. Door dit feit konden de Carthagers geen zeeslagen meer winnen en moesten ze dus andere manieren van oorlogsvoering zien te vinden. Een goed voorbeeld hiervan is de tocht van Hannibal en zijn olifanten over de Alpen.
Ook in de Derde Punische Oorlog bleef de vloot de doorslag geven.

### Bestrijding van depiraterij(146 v.Chr.-44 v.Chr.)
Na het platbranden van Carthago in de laatste Punische oorlog bleef er geen zeemacht meer over die zich in ook maar enige zin zou kunnen meten met die van Rome. Daarom werd de Romeinse vloot verkleind. Doordat er weinig tot bijna geen militaire schepen rondvoeren werd dit een gouden tijd voor piraterij. Deze piraten vormden een ernstige dreiging voor handelsschepen, tot in 67 v.Chr. Pompeius de vloot weer opbouwde en de piraten bijna volledig uitroeide. Ook Caesar heeft, voor hij naar Gallië ging, de piraten bestreden. Verder was de vloot natuurlijk belangrijk voor Caesars troepentransport naar Groot-Brittannië.

### Augustusen laterekeizers
Bij de dood van Caesar en het conflict dat daarop volgde over wie de absolute macht zou hebben in het Romeinse rijk werd oorlogsvoering door middel van schepen nog belangrijker. Sextus Pompeius zorgde er bijvoorbeeld voor dat zijn zeemacht de uitermate belangrijke graantoevoer uit Sicilië naar Rome blokkeerde. Augustus (toen nog Octavianus) bouwde, met de hulp van Marcus Agrippa, een vloot en versloeg Sextus Pompeius bij Naulochus.
Enkele jaren later, in wat waarschijnlijk de invloedrijkste zeeslag voor de Romeinen ooit was, versloeg Octavianus de gecombineerde troepen van Marcus Antonius en Cleopatra op zee in de slag bij Actium.
Onder Augustus als keizer werd de vloot er op uit gestuurd om het Arabisch schiereiland te veroveren, deze poging mislukte. Later probeerde hij ook de grens in Germanië tot aan de Elbe te verleggen, hierin slaagde hij wel.
Onder latere keizers werd de controle over de Germaanse rivieren hoe langer hoe meer verloren en veroverden de Romeinen Brittannië meer en meer.
In de 3e eeuw n.Chr. begonnen de Germanen zelf een vloot te bouwen en delen van het Romeinse Rijk te veroveren. Dat de Germanen telkens gestopt werden door een tactische fout in hun eigen kamp, eerder dan door verzet van de Romeinen, toont aan hoe hard het Rijk al in verval was geraakt.
Tegen het einde van het Westelijke rijk werd de vloot voornamelijk gebruikt om Romeinse burgers uit probleemgebieden te evacueren.